# Novakite
La novakite (ou novákite) est un minéral de la classe des sulfures. Il a été nommé d'après le Dr. Jiří Novák (1902-1971), professeur de minéralogie à l'université Charles de Prague (Tchéquie).

## Caractéristiques
La novakite est un arséniure de cuivre et d'argent de formule chimique Cu20AgAs10. Elle cristallise dans le système monoclinique. Elle forme habituellement des agrégats granulaires de couleur gris acier, de taille allant jusqu'à 3 centimètres. Sa dureté sur l'échelle de Mohs est de 3 à 3,5.
Selon la classification de Nickel-Strunz, la novakite appartient à "02.AA: Alliages de métalloïdes avec Cu, Ag, Au" avec les minéraux suivants : domeykite-β, algodonite, domeykite, koutekite, cuprostibite, kutinaïte, allargentum, dyscrasite, maldonite et stistaïte.

## Formation et gisements
Elle est généralement associée à d'autres minéraux tels que la smaltite, l'argent, la pechblende, la löllingite, la koutekite, la chalcopyrite, la chalcocite, la bornite, l'arsénolamprite et l'arsenic. Elle a été découverte en 1959 dans des veines de carbonates à Černý Důl, Monts des Géants (région de Hradec Králové, Tchéquie). Elle a également été trouvée à Běloves (district de Náchod, Tchéquie) et dans le district de La Sal (Colorado, États-Unis).